# Stefán Rafn Sigurmannsson
Stefán Rafn Sigurmannsson (Hafnarfjörður, 1990. május 19. –) izlandi válogatott kézilabdázó.

## Pályafutása

### Klubcsapatokban
Stefán Rafn Sigurmannsson hazájában, a Haukar csapatában kezdte pályafutását. 2012 decemberében a német Bundesligában szereplő Rhein-Neckar Löwen igazolta le Uwe Gensheimer pótlására. 2013 márciusában szerződését meghosszabbították egy évvel. A 2012-2013-as szezon végén EHF-kupát nyert a német csapattal, a döntőben a francia HBC Nantes csapatát győzték le 26-24 arányban. Decemberben a szerződését újabb egy évvel meghosszabbították. 2014-ben csapatával bejutott a német kupa négyesdöntőjébe, a szezon végén pedig bajnoki címet ünnepelhetett. 2016 nyarán igazolt a dán első osztályú Aalborg Håndboldhoz, ahol dán bajnok lett.  2017 márciusában hivatalosan is bejelentették, hogy a következő idénytől a Pick Szeged játékosa lesz. 2018-ban bajnokságot, 2019-ben Magyar Kupát nyert a csapattal. 2021 januárjában a Szeged bejelentette, hogy a hosszabb ideje sérüléssel bajlódó szélsővel közös megegyezéssel szerződést bonott a klub. Sigurmannsson a magyar élvonalban 278, a Bajnokok Ligájában 114 gólt szerzett a klub színeiben. Ezt követően visszatért nevelőegyesületéhez, a Haukarhoz.

### A válogatottban
Első világversenyén az izlandi válogatott színeiben 2013-ban a spanyolországi világbajnokságon vett részt, 2014-ben és 2016-ban szerepelt az Európa-bajnokságon is.

## Sikerei, díjai
Rhein-Neckar Löwen
- Német bajnok: 2016
- EHF-kupa győztes: 2013

Szeged
- Magyar bajnok: 2018
- Magyar Kupa-győztes: 2019[10]

## Statisztikája a Bundesligában
| Szezon    | Csapat             | Bajnokság  | Mérkőzés | Gól | Hétméteres | Akciógól |
| --------- | ------------------ | ---------- | -------- | --- | ---------- | -------- |
| 2012-13   | Rhein-Neckar Löwen | Bundesliga | 19       | 64  | 1          | 63       |
| 2013-14   | Rhein-Neckar Löwen | Bundesliga | 24       | 32  | 3          | 29       |
| 2014-15   | Rhein-Neckar Löwen | Bundesliga | 36       | 36  | 11         | 25       |
| 2012–2015 | Összesen           | Bundesliga | 79       | 132 | 15         | 117      |

## Külső hivatkozások
- Scoresway profil